# 積賢佑
積 賢佑（せき けんすけ、1997年11月15日 - ）は、ジャパンラグビーリーグワンクボタスピアーズ船橋・東京ベイに所属するラグビー選手。

## プロフィール
- 熊本県宇土市出身[1]。
- ポジションはフッカー(HO)、ナンバーエイト(No8)。
- 身長 178 cm、体重 100 kg

## 略歴
中学1年生からラグビーを始めた。
2016年、熊本西高校卒業後、流通経済大学に入学。
2019年、流通経済大学ラグビー部の主将に就任した。
2020年、流通経済大学卒業後、クボタスピアーズ(現・クボタスピアーズ船橋・東京ベイ)に加入。